# Lokri
Lokri (gr.: Δήμος Λοκρών, Dimos Lokron) – gmina w Grecji, w administracji zdecentralizowanej Tesalia-Grecja Środkowa, w regionie Grecja Środkowa, w jednostce regionalnej Ftiotyda. W 2011 roku liczyła 19 623 mieszkańców. Powstała 1 stycznia 2011 roku w wyniku połączenia dotychczasowych gmin: Atalanti, Dafnusia, Opundia i Malesina. Siedzibą gminy jest Atalanti. Powierzchnia gminy jest równa 614,7 km². 